# Ооржак-Чооду, Шончалай Оюн-ооловна
Ооржак-Чооду Шончалай Оюн-ооловна (1979) - хоомейжи, Народный хоомейжи Республики Тыва (2019), заслуженная артистка Республика Тыва (2008).

## Биография
Ооржак-Чооду Шончалай Оюн-ооловна родилась 26 февраля 1979 года в местечке Алаш села Хонделен Барыын-Хемчикского района Тувинской АССР в многодетной семье (14 детей - 9 мальчиков, 5 девочек) самой младшей. Окончив среднюю школу, в 1995 году поступила в Кызылское училище искусств имени А. Б. Чыргал-оола на отделение национальных инструментов. В 1998 году Ш. О. Ооржак-Чооду была приглашена в первый состав женского фольклорного ансамбля "Тыва кызы". В настоящее время она - хоомейжи ансамбля  "Тыва". Любящая мать, обладательница виртуозного исполнения хөөмея среди женщин в мире, исполнительница колыбельных песен тувинцев Шончалай Оюн-ооловна  семьей  выступлением  познакомили российских зрителей с музыкальной культурой тувинского народа, исполнив хөөмей (проект "Лига удивительных людей").

## Творчество
С детства она увлекалась хоомеем. Послушав ее сыгыт известный хоомейжи Хунаштаар-оол Ооржак, сразу сказал, что ее надо поддержать. 12-летняя Шончалай впервые вышла на большую сцену театра в 1992 году, не подвела ожидания и надежды своего известного наставника. Она завоевала звание дипломанта в стиле сыгыт. Первые зарубежные гастроли состоялись  с ансамблем "Тыва кызы". В 1999 году они выступали в Польше. Во время учебы в училище познакомилась со своим будущим мужем Начыном Чооду. Окончив Кызылское училище искусств, в 1999 году Шончалай и Начын создали семью и начали творческую деятельность в составе 4-го поколения фольклорно-этнографического ансамбля "Тыва", гастролировали по разным уголкам Республики Тыва,  регионам России и во многих зарубежных странах. В 2001 году приняла участие в известной телевизионной программе Д. Диброва "Антропология", где Шончалай Ооржак-Чооду удивила ведущего своим хоомеем и сыгытом.

## Награды и звания
- дипломант  Международного симпозиума  в стиле сыгыт "Хоомей-1992" (1992)
- Заслуженная артистка Республики Тыва (2008)
- победитель конкурса молодых профессиональных исполнителей народных песен «Ырым, куттулуп кел!» (2013)[3]
- номинация  "Лучшая исполнительница женского хоомея"  I  Международного  фестиваля «Хоомей в Центре Азии» (2015)[4]
- Гран-При республиканского конкурса исполнителей хөөмей "СЫГЫТ-2018" (2018)
- Народный хоомейжи Республики Тыва (2019)[5]